# Dasypogon caudatus
Dasypogon caudatus är en tvåvingeart som först beskrevs av Fabricius 1805.  Dasypogon caudatus ingår i släktet Dasypogon och familjen rovflugor. Inga underarter finns listade i Catalogue of Life.